# Hepialichneumon yulongensis
Hepialichneumon yulongensis är en stekelart som beskrevs av Zhiming Dong 1992. Hepialichneumon yulongensis ingår i släktet Hepialichneumon och familjen brokparasitsteklar. Inga underarter finns listade i Catalogue of Life.